# Escassez (economia)
Em economia, escassez é um termo que descreve uma disparidade entre a quantidade demandada de um produto ou serviço e o montante fornecido no mercado. Especificamente, a escassez ocorre quando há excesso de demanda e, portanto, é o oposto de um excedente.
Escassez econômica está fortemente relacionada ao preço de um produto ou item, pois, quando este está abaixo do preço corrente determinado pela oferta e demanda, haverá uma escassez do item sub-valorizado. Na maioria dos casos, a escassez obriga as empresas a aumentar o preço de um produto até que ele atinja o equilíbrio de mercado. Às vezes, porém, as forças externas causam um prolongamento da escassez em outras palavras, há algo impedindo o aumento dos preços ou o equilíbrio da oferta e da demanda.
No uso comum, a "escassez" pode se referir a uma situação em que a maioria das pessoas são incapazes de encontrar um bem desejado a um preço acessível. Para o aproveitamento econômico de "escassez", no entanto, a disponibilidade de um bem para a maioria das pessoas não é uma questão: Se as pessoas desejam ter um certo bem, mas não podem pagar o preço de mercado, seu desejo não é contado como parte da demanda.
Em resumo, escassez na economia é quando não há produção e distribuição de bens e serviços que atendessem igualmente todo o conjunto da sociedade.

## Efeitos
No caso de intervenção governamental no mercado, há sempre um trade-off, com efeitos positivos e negativos. Por exemplo, estabelecer um preço máximo a um determinado produto pode provocar uma escassez, mas irá permitir que uma determinada parcela da população adquira um produto que possivelmente não iriam conseguir arcar em decorrência do custo. Escassez econômica é geralmente vista como um fenômeno indesejável, uma vez que leva à ineficiência econômica. Na ausência de um mecanismo de preços, os recursos são menos propensos a serem distribuídos de acordo com a utilidade das pessoas. Os custos de transação e os custos de oportunidade, também significam desperdícios no processo de distribuição. Ambos esses fatores contribuem para uma diminuição na riqueza agregada.
Mas, em geral, independentemente de sua causa, a escassez pode resultar em:
- Surgimento de mercados negros - os mercados ilegais nos quais os produtos que não estão disponíveis nos mercados convencionais são vendidos, ou em que os produtos com excesso de demanda são vendidos a preços mais elevados do que no mercado convencional.[6]
- Controles artificiais sobre a demanda, como o racionamento.
- Métodos não monetários de negociação, como tempo (por exemplo, filas), o nepotismo, ou até mesmo violência.
- A discriminação de preços.[7]
- A incapacidade de adquirir um produto.

## Exemplos de escassez
União Soviética
Na antiga União Soviética durante a década de 1980, os preços estavam artificialmente baixos por decreto. Cidadãos soviéticos esperavam na fila para adquirir vários produtos e serviços que tinham seus preços controlados, tais como carros, apartamentos, ou alguns tipos de roupas. Do ponto de vista de quem espera na fila, essas mercadorias eram "escassas", e alguns deles estavam dispostos a pagar mais do que o teto oficial dos preços, mas foram legalmente proibidos de fazê-lo. Este método para determinar a alocação de bens escassos é conhecido como um "racionamento".
Brasil
Durante o Plano Cruzado no Brasil houve a tática de Congelamento de preços. O plano começou a fracassar exatamente devido ao desequilíbrio dos preços relativos da economia. Por não equalizarem o valor presente dos preços, muitos produtores que corrigiam seus preços entre dia 1 a 15 dos meses, ficaram com o preço tabelado abaixo da rentabilidade desejada ou até mesmo abaixo do custo de produção: algo que ou inviabilizava a venda dos produtos para o consumo, ou levava a uma queda na sua qualidade. Saíram beneficiadas, as empresas que reajustaram seus preços nos dias anteriores ao plano.
Como o congelamento não permitiu o ajuste dos preços sujeitos à sazonalidade, houve um desequilíbrio de preços. E como resultado disso, vieram o desabastecimento de bens e o surgimento de ágio para compra de produtos escassos, principalmente os que se encontravam na entressafra (carne e leite) e de mercados oligopolizados (automóveis).

## Escassez e Excesso
Garrett Hardin enfatizou que uma escassez de oferta pode muito bem ser vista como uma longage ou excesso da demanda. Por exemplo, a escassez de alimentos pode bem ser apenas o resultado do que podemos chamar de longage de pessoas (superpopulação). Este autor argumenta que a questão da escassez poderia ser melhor tratada a partir deste ponto de vista.